# جاك أنطوان برنارد
جاك أنطوان برنارد (بالفرنسية: Jacques-Antoine Bernard)‏ هو كاتب فرنسي، ولد في 11 أبريل 1880 في الدائرة الثامنة عشرة في باريس في فرنسا، وتوفي في 26 أكتوبر 1952 في الدائرة الرابعة عشرة في باريس في فرنسا.